# The Most Gigantic Lying Mouth of All Time
The Most Gigantic Lying Mouth of All Time (abreviat TMGLMOAT) és una col·lecció de 24 curtmetratges de la banda britànica Radiohead, dirigit i editat per Chris Bran. El títol del disc prové d'un collage realitzat per l'artista alemany John Heartfield.

## Informació
Els episodis que componen la col·lecció van ser ideats inicialment per ser emesos com un programa en un canal de televisió, fins i tot en un propi canal de Radiohead. Aprofitant el llançament de l'àlbum Hail to the Thief el 2003, llavors van decidir crear un canal de televisió a Internet, i a part d'aquest episodis, també hi van incloure vídeos promocionals, material per webcast, actuacions en directe i material fotogràfic de l'estudi. Finalment es van emetre tots els curts en quatre episodis en el seu canal Radiohead Television, on també estaven disponibles de franc en format QuickTime.
El DVD fou publicat per la mateixa banda després d'un contracte amb la discogràfica EMI. Només es pot adquirir a través el web oficial del grup o en molt poques botigues de música independent. La portada fou original de Stanley Donwood i Thom Yorke sota l'àlies "Dr. Tshock".

## Episodis
Alguns capítols van ser creats per Chris Bran, Stanley Donwood i Radiohead mentre que altres van ser dirigits per fans que els van presentar al grup i els van incloure a la col·lecció. Els productors Rick Hind i Ajit N. Rao van crear dos curts junt a la banda The Tripti Ensemble Crew i en un tall també hi ha entrevistes a Thom Yorke i a Ed O'Brien. Els quatre episodis en van ser dividits els curts són introduïts i finalitzats amb un comentari de Chieftan Mews, un personatge fictici creat digitalment i interpretat per Nigel Godrich o bé per Stanley Donwood.

### Episodi U
1. The Cat Girl (dirigit per Ebba Erikzon)
2. The Slave (dirigit per James Field)
3. When an Angel Tries to Sell You Something (dirigit per Rick Hind i Ajit N. Rao)
4. Skyscape (dirigit per Vernie Yeung)
5. Sit Down. Stand Up. (dirigit per Ed Holdsworth)

### Episodi Dos
1. Lament (dirigit per Cath Elliot)
2. The Big Switch (dirigit per Chris Levitus)
3. The Scream (dirigit per Paulo Neves)
4. Inside of My Head (dirigit per Ashley Dean)
5. De Tripas Y Corazon (dirigit per Juan Pablo Etcheverry)

### Episodi Tres
1. Listen to Me Wandsworth Road (dirigit per Ebba Erikzon)
2. Hypnogoga (dirigit per Louise Wilde)
3. And Murders of Crows (dirigit per Paul Rains)
4. Freak Juice Commercial (dirigit per Rick Hind i Ajit N. Rao)
5. Running (dirigit per Hannah Wise)
6. Push Pulk / Like Spinning Plates (dirigit per Johnny Hardstaff)

### Episodi Quatre
1. Dog Interface (dirigit per Juan Pablo Etcheverry)
2. HYTTE (dirigit per Gary Carpenter)
3. Momentum (dirigit per Camella Kirk)
4. Chickenbomb (dirigit per Vernie Yeung)
5. Welcome to My Lupine Hell (dirigit per Ashley Dean)
6. The Homeland Hodown (dirigit per Jason Archer i Paul Beck)
7. I Might Be Wrong (dirigit per Sophie Muller)
8. The National Anthem (dirigit per Mike Mills)